# Caraúbas (Paraíba)
Pour les articles homonymes, voir Caraúbas.
Caraúbas est une ville brésilienne du centre de l'État de la Paraíba.
Sa population était estimée à 3 824 habitants en 2007. La municipalité s'étend sur 446 km2.